# Hegedűs Imre
Hegedűs Imre (Nagyvárad, 1931. június 17. –) erdélyi magyar fizikus.

## Életpályája
Középiskolai tanulmányait szülővárosában végezte, a Temesvári Tudományegyetemen szerzett matematika–fizika szakos tanári diplomát (1953). Kisebb megszakítással – 1959 és 1962 között a temesvári magyar tannyelvű középiskolában tanított – a Temesvári Tudományegyetem fizika tanszékének tanára. Kutatási területe az elméleti és elemi részek fizikája. Angol, német és román nyelvű szakdolgozatait az Acta Physica Academiae Scientiarum Hungaricae, a Zeitschrift für Physik, a Revue Roumaine de Physique és a temesvári főiskolák évkönyvei közölték. Ismeretterjesztő cikkei A Hét, Ifjúmunkás és Szabad Szó hasábjain jelennek meg.

## Munkái
- Introducere în teoria clasică a cîmpului electromagnetic (egyetemi jegyzet, Temesvár 1970, 1971)
- Introducere în optică I–II (egyetemi jegyzet, Temesvár 1974)
- De la desene simple la holografie (Bodó Barnával, Temesvár 1978)